# RNK Split
O Radnički Nogometni Klub Split, conhecido popularmente como RNK Split, é uma equipe croata de futebol com sede em Split. Disputa a terceira divisão da Croácia (Treća HNL). Seu grande rival é o HNK Hajduk Split, com quem faz o Dérbi de Split, que tem um histórico de violentos confrontos entre as torcidas.

## História
O RNK Split foi fundado em 16 de Abril de 1912 como Anarch, mas teve vários nomes como Borac, Jug, HAŠK, Dalmatinac e Arsenal desde então. O clube tinha uma forte base de torcedores no estaleiro de Split.
Durante a Guerra Civil Espanhola, o RNK Split organizou uma expedição malsucedida de voluntários para a luta ao lado da coalizão antifascista contra as forças de Francisco Franco.
Na Segunda Guerra Mundial, o clube ficou conhecido porque 120 de seus jogadores foram mortos lutando ao lado dos guerrilheiros de Josip Broz Tito, que lutavam contra as forças do Eixo.
Depois de conseguir três promoções consecutivas de 2008 a 2010, o clube passou de jogar do quarto escalão da Croácia para a 1.HNL, a primeira divisão da Croácia.
Na primeira temporada da equipe na primeirona, na temporada 2010-11, a equipe alcançou um respeitável terceiro lugar. Por conta de sua posição ao final da temporada, o time se classificou para jogar a Liga Europa pela primeira vez na existência do clube e entrou na segunda pré-eliminatória da Liga Europa da UEFA de 2011–12, onde se enfrentou o Domžale da Eslovênia. O RNK venceu por 5-2 no placar agregado e na terceira rodada de qualificação foi eliminado pelo Fulham, da Premier League, que perdeu por 2-0 no total.
Na temporada 2014-15, o clube conseguiu chegar à rodada dos playoffs da Liga Europa depois de derrotar Mika, Hapoel Be'er Sheva e Chornomorets Odessa, mas perdeu por 1-0 no agregado para o italiano Torino, da Serie A.

## Logo e cores
Fundado como HRŠD "Anarch", as primeiras cores do clube era o preto (a cor dos anarquistas). HRŠD significa Hrvatsko radničko športsko društvo (Sociedade Croata de Esportes dos Trabalhadores). Em 1933, à medida que a influência da juventude "vermelha" (trabalho organizado, social-democrata e comunista) se fortalecia, o clube mudou suas cores para totalmente vermelho e seu nome para Radnički Nogometni Klub Split (Clubes de Futebol dos Trabalhadores de Split). Durante a Iugoslávia, a RNK Split jogou quatro vezes na principal divisão de futebol, mas não conquistou nenhum título de Campeonato ou de Copa. O maior sucesso na Copa da Iugoslávia foi na temporada de 1960-61, quando caiu na semifinal para o macedônio Vardar no jogo no estádio do Vardar.

## Conquistas
- Terceiro lugar na 1. HNL (1):
  - 2010–11
- Finalista da Copa da Croácia (1):
  - 2014–15
- Vencedor do Campeonato Iugoslavo de Futebol da Segunda Divisão (2):
  - 1956–57 (Zona I), 1959–60 (Oeste)
- Vencedor da Campeonato de Futebol da República Croata (1):
  - 1983–84 (Sul)
- Vencedor da 2. HNL (3):
  - 1996–97 (Sul), 1997–98 (Sul), 2009–10
- Vencedor da 3. HNL (1):
  - 2008–09 (Sul)
- Vencedor da 4. HNL (1):
  - 2007–08 (Sul)

## Temporadas recentes
| Temporada | Divisão        | J    | V    | E    | D    | GP   | GC   | Pts. | Pos.   | Copa | Competição         | Rodada             | Jogador                      | Gols       |
| Temporada | Liga           | Liga | Liga | Liga | Liga | Liga | Liga | Liga | Liga   | Copa | Outras competições | Outras competições | Artilheiro                   | Artilheiro |
| --------- | -------------- | ---- | ---- | ---- | ---- | ---- | ---- | ---- | ------ | ---- | ------------------ | ------------------ | ---------------------------- | ---------- |
| 1992      | 2. HNL Sul     | 14   | 8    | 4    | 2    | 19   | 8    | 20   | 3º     |      |                    |                    |                              |            |
| 1992–93   | 2. HNL Sul     | 30   | 17   | 10   | 3    | 58   | 15   | 44   | 2º     | R1   |                    |                    |                              |            |
| 1993–94   | 2. HNL Sul     | 30   | 12   | 6    | 12   | 53   | 42   | 30   | 6º     |      |                    |                    |                              |            |
| 1994–95   | 2. HNL Sul     | 32   | 15   | 10   | 7    | 51   | 34   | 55   | 4º     | R2   |                    |                    |                              |            |
| 1995–96   | 2. HNL Sul     | 30   | 10   | 10   | 10   | 51   | 34   | 40   | 7º     |      |                    |                    |                              |            |
| 1996–97   | 2. HNL Sul     | 36   | 25   | 5    | 6    | 73   | 25   | 80   | 1º     |      |                    |                    |                              |            |
| 1997–98   | 2. HNL Sul     | 32   | 21   | 5    | 6    | 52   | 19   | 68   | 1º     | R2   |                    |                    |                              |            |
| 1998–99   | 2. HNL         | 36   | 17   | 8    | 11   | 60   | 34   | 59   | 5º     |      |                    |                    |                              |            |
| 1999–00   | 2. HNL         | 32   | 6    | 8    | 18   | 29   | 68   | 26   | 15º ↓  | R1   |                    |                    |                              |            |
| 2000–01   | 3. HNL Sul     | 28   | 10   | 5    | 13   | 28   | 37   | 35   | 10º    |      |                    |                    |                              |            |
| 2001–02   | 3. HNL Sul     | 30   | 12   | 4    | 14   | 55   | 48   | 40   | 9º     |      |                    |                    |                              |            |
| 2002–03   | 3. HNL Sul     | 28   | 7    | 9    | 12   | 30   | 44   | 30   | 15º ↓  |      |                    |                    |                              |            |
| 2003–04   | 1. ŽNL S-D     | 26   | 13   | 3    | 10   | 46   | 31   | 42   | 5º     |      |                    |                    |                              |            |
| 2004–05   | 1. ŽNL S-D     | 32   | 12   | 10   | 10   | 52   | 41   | 46   | 7º     |      |                    |                    |                              |            |
| 2005–06   | 1. ŽNL S-D     | 36   | 15   | 9    | 12   | 52   | 40   | 54   | 9º     |      |                    |                    |                              |            |
| 2006–07   | 4. HNL Sul-A   | 28   | 12   | 6    | 10   | 46   | 34   | 42   | 2º     |      |                    |                    |                              |            |
| 2007–08   | 4. HNL South-A | 30   | 21   | 4    | 5    | 87   | 25   | 67   | 1º ↑   |      |                    |                    | Antonio Milardović           | 21         |
| 2008–09   | 3. HNL Sul     | 34   | 23   | 8    | 3    | 79   | 20   | 77   | 1º ↑   |      |                    |                    | Ante Žužul                   | 28         |
| 2009–10   | 2. HNL         | 26   | 16   | 5    | 5    | 56   | 26   | 53   | 1º ↑   | R1   |                    |                    | Ante Žužul                   | 12         |
| 2010–11   | 1. HNL         | 30   | 16   | 5    | 9    | 38   | 22   | 53   | 3º     |      |                    |                    | Bojan Golubović              | 6          |
| 2011–12   | 1. HNL         | 30   | 14   | 8    | 8    | 43   | 32   | 50   | 4th    | R2   | Liga Europa        | QR3                | Duje Čop                     | 8          |
| 2012–13   | 1. HNL         | 33   | 15   | 7    | 11   | 49   | 37   | 52   | 5º     | R2   |                    |                    | Ante Rebić                   | 10         |
| 2013–14   | 1. HNL         | 36   | 14   | 10   | 12   | 41   | 41   | 52   | 4º     |      |                    |                    | Mate Bilić                   | 9          |
| 2014–15   | 1. HNL         | 36   | 9    | 14   | 13   | 42   | 49   | 41   | 7th    | RU   | Liga Europa        | PO                 | Sokol Cikalleshi             | 10         |
| 2015–16   | 1. HNL         | 36   | 10   | 16   | 10   | 28   | 29   | 46   | 6º     |      |                    |                    | Dražen Bagarić               | 8          |
| 2016–17   | 1. HNL         | 36   | 3    | 9    | 24   | 12   | 52   | 18   | 10º ↓↓ | SF   |                    |                    | Sandro Ugrina                | 3          |
| 2017–18   | 3. HNL Sul     | 30   | 15   | 8    | 7    | 59   | 39   | 53   | 4º     | R1   |                    |                    | Pjero Antunović, Marin Bakić | 11         |
| 2018–19   | 3. HNL Sul     | 30   | 9    | 11   | 10   | 51   | 44   | 38   | 13º    | R1   |                    |                    | Drago Gabrić                 | 25         |

### Legenda
| - J = Jogos - V = Vitórias - E = Empates - D = Derrotas - GP = Gols pró - GC = Gols contra - Pts. = Pontos - Pos. = Posição final | - 1. HNL = Campeonato Croata de Primeira Futebol - 2. HNL = Campeonato Croata de Futebol da Segunda Divisão - 3. HNL = Campeonato Croata de Futebol da Terceira Divisão - 4. HNL = Campeonato Croata de Futebol da Quarta Divisão - 1. ŽNL = Primeira Liga do Condado (5ª Divisão) - S-D = Condado de Split-Dalmácia | - R1 = Rodada 1 - R2 = Rodada 2 - QF = Quartas-de-final - SF = Semifinal - RU = FInalista - W = Campeão |

## Participações europeias

### Resumo
| Competição  | J  | V | E | D | GP | GC | Última temporada |
| ----------- | -- | - | - | - | -- | -- | ---------------- |
| Liga Europa | 12 | 5 | 5 | 2 | 12 | 7  | 2014–15          |
| Total       | 12 | 5 | 5 | 2 | 12 | 7  |                  |

Fonte: uefa.com, Atualizado em 28 de agosto de 2014
J = Jogos; W = Vitórias; D = EMpates; L = Derrotas; GF = Gols pró; GA = Gols contra

### Por resultado
| Geral | J  | V | E | D | GP | GC | SG |
| ----- | -- | - | - | - | -- | -- | -- |
| Casa  | 6  | 4 | 2 | 0 | 9  | 2  | +7 |
| Fora  | 6  | 1 | 3 | 2 | 3  | 5  | −2 |
| Total | 12 | 5 | 5 | 2 | 12 | 7  | +5 |

### Por temporada
| Temporada | Competição          | Rodada | Oponente            | Casa | Fora | Agr. |
| --------- | ------------------- | ------ | ------------------- | ---- | ---- | ---- |
| 2011–12   | Liga Europa da UEFA | QR2    | Domžale             | 3–1  | 2–1  | 5–2  |
| 2011–12   | Liga Europa da UEFA | QR3    | Fulham              | 0–0  | 0–2  | 0–2  |
| 2014–15   | Liga Europa da UEFA | QR1    | Mika                | 2–0  | 1–1  | 3–1  |
| 2014–15   | Liga Europa da UEFA | QR2    | Hapoel Be'er Sheva  | 2–1  | 0–0  | 2–1  |
| 2014–15   | Liga Europa da UEFA | QR3    | Chornomorets Odessa | 2–0  | 0–0  | 2–0  |
| 2014–15   | Liga Europa da UEFA | PO     | Torino              | 0–0  | 0–1  | 0–1  |

## Jogadores
| #  | País              | Nome            | Jogos |
| -- | ----------------- | --------------- | ----- |
| 1  | Croácia           | Ante Erceg      | 114   |
| 2  | Croácia           | Danijel Zagorać | 111   |
| 3  | Croácia · Áustria | Dražen Bagarić  | 108   |
| 4  | Croácia           | Andrija Vuković | 102   |
| 5  | Sérvia            | Milos Vidović   | 101   |
| 6  | Polónia           | Nino Galović    | 98    |
| 7  | Camarões          | Henri Belle     | 80    |
| 8  | Croácia           | Denis Glavina   | 78    |
| 8  | Croácia           | Aljoša Vojnović | 78    |
| 10 | Croácia           | Ante Vitaić     | 76    |

| #  | País              | Nome             | Gols |
| -- | ----------------- | ---------------- | ---- |
| 1  | Croácia           | Ante Erceg       | 19   |
| 2  | Croácia           | Ante Vitaić      | 17   |
| 2  | Croácia · Áustria | Dražen Bagarić   | 17   |
| 4  | Croácia           | Ante Rebić       | 16   |
| 5  | Croácia           | Mate Bilić       | 15   |
| 6  | Albânia           | Sokol Cikalleshi | 13   |
| 7  | Camarões          | Henri Belle      | 12   |
| 8  | Croácia           | Duje Čop         | 10   |
| 9  |                   | Quatro jogadores | 9    |
| 13 |                   | Três jogadores   | 8    |

## Treinadores
Atualizado em 28 de setembro de 2019
| - Luka Kaliterna (1940–41), (1946–47), (1954–58) - Frane Matošić (1959–61) - Luka Kaliterna (1961–62) - Frane Matošić (1963–64) - Ivo Radovniković (1963–64) - Ozren Nedoklan (1965–66) - Luka Kaliterna (1966–67) - Tomislav Ivić (1967–68) - Ljubomir Kokeza (1968) - Stanko Poklepović (1969) - Ljubomir Kokeza (1970–71) - Stanko Poklepović (1971–72) - Lenko Grčić (1972–73) - Zlatomir Obradov (1975) - Zlatko Papec (1978–80) - Vladimir Beara (1980–81) - Zlatko Papec (1981–82) - Vinko Begović (1986–87) | - Mićun Jovanić (1991) - Vjeran Simunić (1999–00) - Stipe Milardović (2007–08) - Milo Nižetić (2008–09) - Tonči Bašić (2009–10) - Ivan Katalinić (2010–11) - Tonči Bašić (2011–12) - Zoran Vulić (2012–13) - Goran Sablić (interino) (2013) - Stanko Mršić (2013–14) - Ivan Matić (2014) - Zoran Vulić (2014–15) - Goran Sablić (2015–16) - Vjekoslav Lokica (2016–17) - Bruno Akrapović (2017) - Ivan Pudar (2017–2018) - Armando Marenzzi (2018-2019) - Ognjen Majdov (2019–) |